# Вика дворічна
Вика дворічна, горошок різнобарвний як Vicia picta (Vicia biennis) — вид рослин з родини бобові (Fabaceae), поширений у Євразії від Угорщини до Казахстану й західного Сибіру.

## Опис
Однорічна або дворічна рослина 15–60 см. Віночок білий, з фіолетовою або темно-блакитною верхівкою; прилистки іноді з 1–2 зубцями. Рослина від однорічної до багаторічної. Стебла розгалужені, 1–1.5 м заввишки, кутасті, голі або розсіяно волосисті. Насіння кулясте, 2.5–3.5 × 2.5–3.2 мм; поверхня гладка, тьмяна, оливкова, від коричневої до чорної з плямами від коричневого до чорного кольору. 2n=14.

## Поширення
Поширений у Євразії від Угорщини до Казахстану й західного Сибіру.
В Україні вид зростає на луках, у чагарниках — у Лісостепу і Степу басейнів Дніпра і Сів. Дінця.